# Svedberga kulle
Svedberga kulle är ett naturreservat i Helsingborgs kommun i Skåne län. Kullen är en rest av istidsavlagringar, och besår av grus och sand. Som högst är den 62 meter över havet.
På grund av den lätta jorden, uppodlades den tidigt. På toppen av kullen finns spår av fornåkrar. När slättmarkerna uppodlades omkring sekelskiftet 1900, blev kullen betesmark. Senare planterades skog på stora delar av kullen. I de östra delarna av reservatet finns rester av gammal bokskog och fuktig lövskog bevarad. I nordvästra delen finns områden med ljunghed.
Området är naturskyddat sedan 1992 och är 109 hektar stort. Idag försöker man återskapa de gamla betesmarkerna. Även ombildar man barrskogen mot lövskog som är mindre känslig för stormar.
Under vinterhalvåret finns det goda chanser att se havsörn och kungsörn i området.

## Bildgalleri

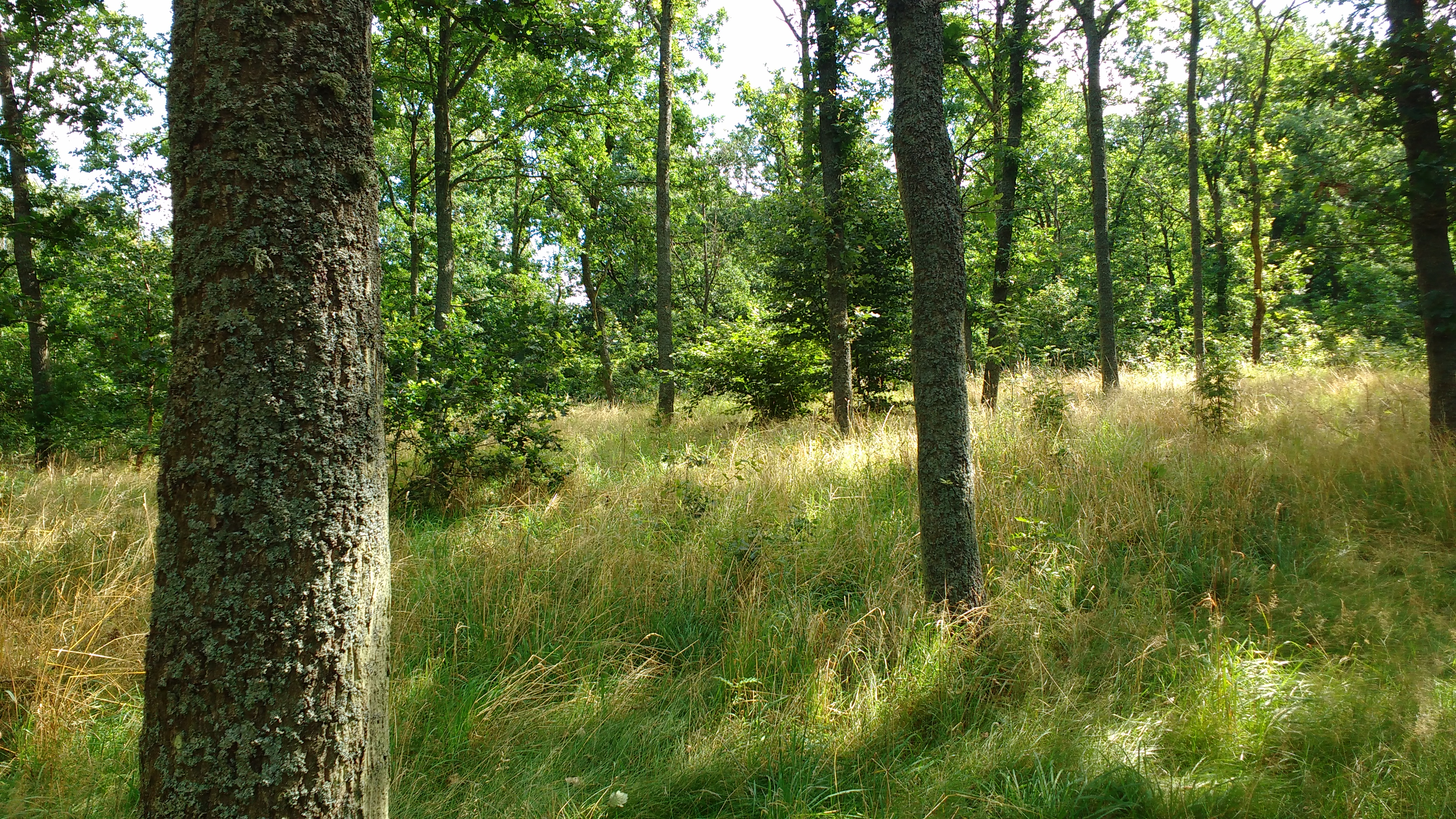
Ekskog
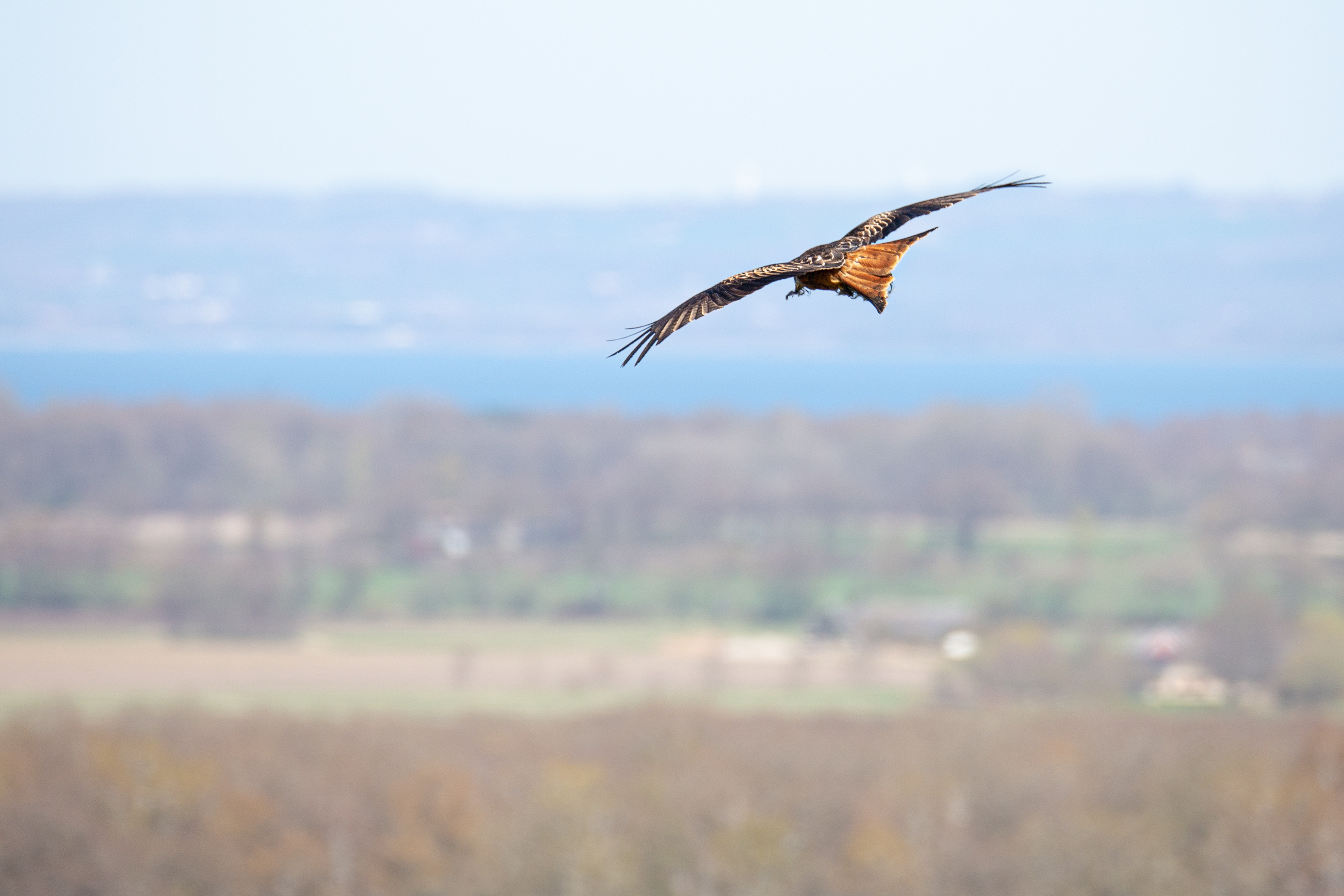
Röd glada
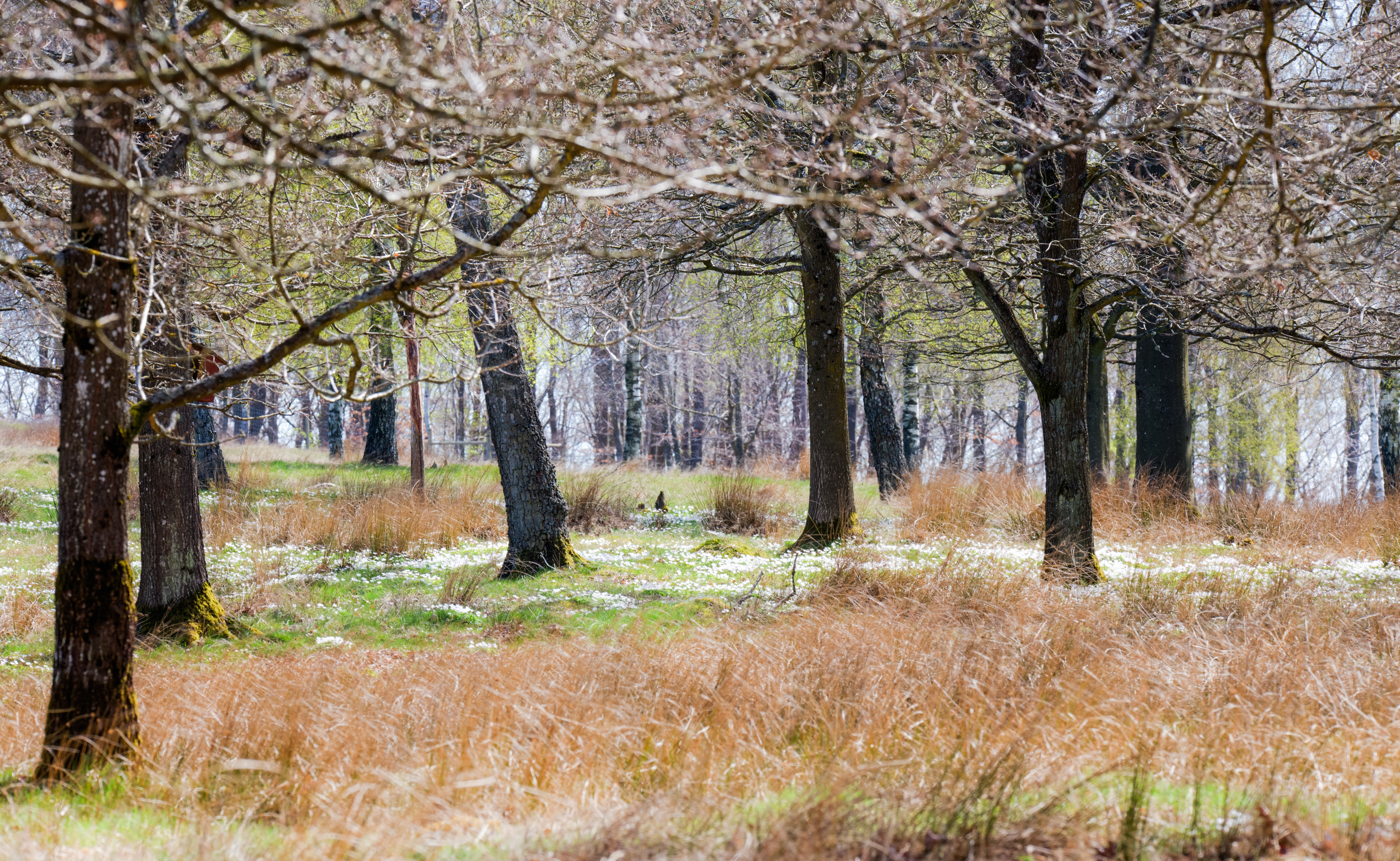
Vårvegetation med vitsippor
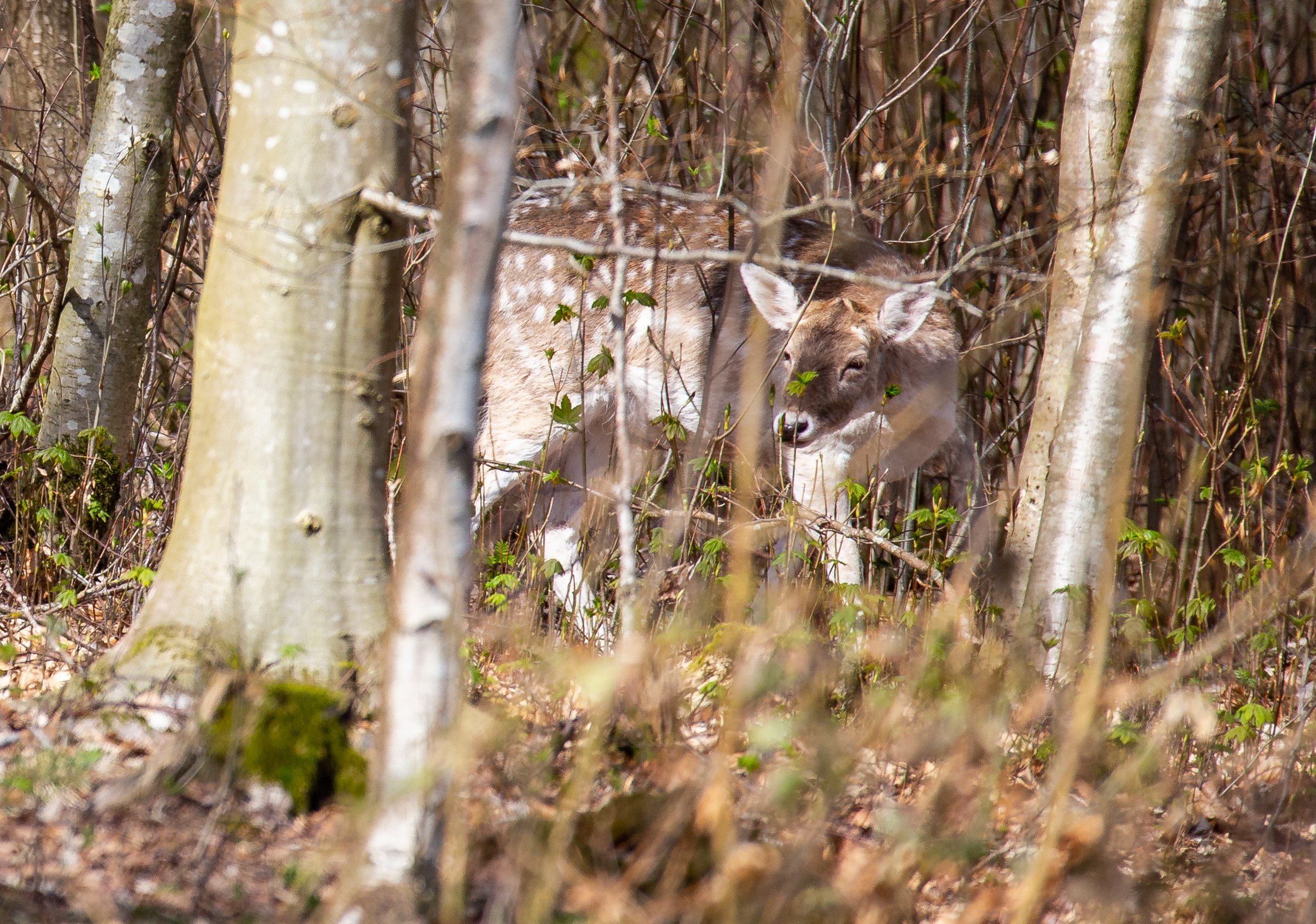
Dovhjort